# Cleora psectra
Cleora psectra là một loài bướm đêm trong họ Geometridae.